# Basketbol'nyj klub Krasnye Kryl'ja Samara
Il B.K. Krasnye Kryl'ja Samara è stata una società cestistica avente sede nella città di Samara, in Russia. Fondata nel 2009, sulle ceneri del CSK VVS Samara, scioltosi per bancarotta, ha giocato nel campionato russo e nella VTB United League.

## Palmarès
- Coppa di Russia: 2

2011-2012, 2012-2013
- EuroChallenge: 1

2012-2013